# لقمان ستوده
لقمان ستوده (۱۳۵۳ شمسی) روزنامه‌نگار، فعال سیاسی ایرانی است.

## زندگی‌نامه
لقمان ستوده دکترای داروسازی از دانشگاه علوم پزشکی تبریز
وی متولد شهرستان نقده است و خانواده‌اش از سال ۱۳۵۸ در مهاباد ساکن‌اند، ولی خود از سال ۱۳۸۲ در تهران به سر می‌برد.
- وی به همراه صلاح‌الدین خدیو؛ مدیر مسئول و عبید رحمانی؛ سردبیر، در فضای نسبتاً آزاد دوران دولت اول خاتمی در دانشگاه علوم پزشکی تبریز مجلهٔ دوزبانهٔ کردی- فارسی روانگه را راه‌اندازی نمودند. وی مدیریت اجرایی نشریهٔ دانشجویی روانگه از سال ۱۳۷۷ تا سال ۱۳۸۲ را به عهده داشت و نیز به همراه عبدالعزیز مولودی و خالد توکلی یکی از فعالان جنبش دانشجویی کردی در آن دوره بود.[نیازمند منبع]
- وی از سال ۱۳۸۲ تا سال ۱۳۸۷ مسئول روابط عمومی جماعت دعوت و اصلاح ایران[۳] بود.
- سردبیر ماهنامه اندیشه اصلاح[۴]